# Santuario Nacional San Juan Pablo II
El Santuario Nacional San Juan Pablo II es un santuario católico situado en Washington D. C., Estados Unidos.
Incluye una exposición de 16,000 pies cuadrados sobre la vida y el legado de San Juan Pablo II y dos espacios litúrgicos: La Iglesia Redemptor Hominis y la Capilla Luminous Mysteries. 

## Historia
Se creó como Centro Cultural Papa Juan Pablo II como consecuencia de una reunión celebrada en 1988, entre el Papa Juan Pablo II y el entonces obispo norteamericano Adam Maida, en la que se proyectó una institución con vocación de think tank para la exploración de caminos donde la fe y la cultura pudiesen cruzarse y avanzar a través de exposiciones, discusiones académicas, e investigaciones multidisciplinares.
En 1997 comenzó la construcción de un edificio de 9.300 metros cuadrados, en una parcela de 12 acres (4,9 ha) en el campus de la Universidad Católica de América, cerca de la Basílica del Santuario Nacional de la Inmaculada Concepción. 
Se procedió a su inauguración en 2001, en una ceremonia a la que asistieron el entonces presidente norteamericano, George W. Bush, el gobernador de la Ciudad del Vaticano, el cardenal Szoka, y el nuncio apostólico en los Estados Unidos, el arzobispo Gabriel Montalvo.
El 17 de abril de 2008, el Papa Benedicto XVI se reunió en el Centro Cultural Papa Juan Pablo II con más de 200 personalidades religiosas del Islam, Budismo, Hinduismo, y Judaísmo.
Tras la beatificación de Juan Pablo II, el 1 de mayo de 2011, Carl Anderson, Caballero Supremo de los Caballeros de Colón, anunció el 2 de agosto de 2011 que esta institución compraría el Centro Cultural y lo transformaría en un santuario dedicado a la memoria de Juan Pablo II. El Cardinal Donald Wuerl, Arzobispo de Washington, declaró el templo inmediatamente como santuario diocesano. 
El 27 de abril de 2014, día de la Canonización de Juan Pablo II, el santuario fue renombrado Santuario Nacional San Juan Pablo II por la Conferencia de los Obispos Católicos de Estados Unidos.